# Копер (Колумбия)
Копер (исп. Coper) — город и муниципалитет в центральной части Колумбии, на территории департамента Бояка. Входит в состав Западной провинции.

## История
До прихода испанцев территорию муниципалитета населяли представители индейского племени мусо. Поселение, из которого позднее вырос город, было основано 23 ноября 1776 года.

## Географическое положение

Муниципалитет Копер

Город расположен в западной части департамента, в гористой местности Восточной Кордильеры, на расстоянии приблизительно 74 километров к западу-юго-западу (WSW) от города Тунха, административного центра департамента. Абсолютная высота — 884 метра над уровнем моря.
Муниципалитет Копер граничит на северо-западе с территорией муниципалитета Мусо, на севере — с муниципалитетом Марипи, на северо-востоке — с муниципалитетом Буэнависта, на востоке, юге и западе — с территорией департамента Кундинамарка. Площадь муниципалитета составляет 202 км².

## Население
По данным Национального административного департамента статистики Колумбии, совокупная численность населения города и муниципалитета в 2015 году составляла 3663 человека.
Динамика численности населения муниципалитета по годам:
| 2005 | 2006 | 2007 | 2008 | 2009 | 2010 | 2011 | 2012 | 2013 | 2014 | 2015 |
| ---- | ---- | ---- | ---- | ---- | ---- | ---- | ---- | ---- | ---- | ---- |
| 4201 | 4144 | 4099 | 4050 | 3989 | 3935 | 3886 | 3824 | 3780 | 3723 | 3663 |

Согласно данным переписи 2005 года мужчины составляли 53,6 % от населения Копер, женщины — соответственно 46,4 %. В расовом отношении белые и метисы составляли 97,6 % от населения города; негры, мулаты и райсальцы — 1 %; индейцы — 1,4 %.
Уровень грамотности среди всего населения составлял 80,8 %.

## Экономика
63 % от общего числа городских и муниципальных предприятий составляют предприятия торговой сферы, 27,9 % — предприятия сферы обслуживания, 6,5 % — промышленные предприятия, 2,6 % — предприятия иных отраслей экономики.